# Frank Watson
Pour les articles homonymes, voir Watson.
Pas d'image ? Cliquez ici

a Compétitions nationales et continentales officielles uniquement.

Frank Watson est un joueur néo-zélandais de rugby à XIII évoluant au club des Dauphins de Lyon Villeurbanne Rhône XIII. Il est aussi à l’aise en deuxième ligne qu’en pilier. Il mesure 1,86 m pour 90 kg.

## Biographie
Watson a une bonne expérience de l’Élite française, avec 6 saisons au plus haut niveau. Il a notamment été champion de France d’Élite 2 en 2002.
Connu pour sa régularité défensive et son engouement pour le poker, cet avant de Lyon-Villeurbanne a réalisé une bonne saison 2006.
Entre 2007 a 2009, il joue 24 matchs pour Lyon.
En 2013, il joue encore à Lyon-Villeurbanne XIII en Championnat de 2e division.
Il est en parallèle acteur de cinéma.

## Palmarès

### En club
- Champion de France de 2e division en 2002 avec Lyon-Villeurbanne Rhône XIII[2].

### Distinctions personnelles
- Trophée de l’entreprenariat par Le Progrès[6].

## Filmographie
Sauf indication contraire, les informations mentionnées dans cette section peuvent être confirmées par la base de données cinématographiques IMDb,  présente dans la section « Liens externes ».
- 2010 : Listen to Your Heart (en)
- 2015 : The Challenger (en)